# 黄辂
黄辂，江西进贤人，是一名明朝政治人物。
黄辂曾于1405年接替甄庸任松江府知府一职，1425年由夏忠接任。